# 內廚一
天龍座7，又名BD+67 764，HD 111335、SAO 15902、HR 4863，是天龍座的一颗恒星，视星等为5.43，位于銀經123.53，銀緯50.33，其B1900.0坐标为赤經12h 43m 29.2s，赤緯+67° 50.33′ 11″。